# Melese lateritius
Melese lateritius är en fjärilsart som beskrevs av Heinrich Benno Möschler 1878. Melese lateritius ingår i släktet Melese och familjen björnspinnare. Inga underarter finns listade i Catalogue of Life.